# 春川竹林洞主教座堂
春川竹林洞主教座堂（춘천 죽림동 주교좌성당）是天主教春川教区的主教座堂，位于韩国江原特別自治道春川市竹林洞（죽림동）。2003年6月30日指定为大韩民国國家登錄文化财第54号
该堂的建造于1949年开始，但建筑物的大部分在朝鲜战争中被摧毁，战后重建，于1956年6月8日竣工。

## 背景
罗马天主教在18-19世纪受到迫害期间，在没有派遣传教士的情况下自发传播。教友们逃避迫害进入江原道山区，形成了一个信仰社区。
1882年《朝佛修好通商條約》签订之后，法国派遣耶稣会和巴黎外方传教会传教士到韩国宣教，自由得到了保障。
1938年，春川的神父买下了教堂的土地，在1941年准备建造教堂，但随着太平洋战争爆发，所有外国人被日本拘留，建造未能进行。战后，教堂的建造于1946年恢复，但由于经济困难而推迟，到1949年在美军的帮助下开始建造。

## 建筑
该建筑面积489.27平方米。始建于1949年，是由全罗南道光州的一名中国工程师和另一名工程师进行的， 1950年，战争爆发，建设停止。                                                         
在第三次汉城战役期间，该堂遭到袭击，部分墙壁和神父楼被摧毁。战后1953年建造工作重新开始，并于1956年完成。
该堂为哥特式风格的石砌建筑物，富丽堂皇，前部中央有一个钟楼。

## 事件
1950年7月2日，占领春川的人民军俘虏了教宗特使、主教、以及许多神父和修女，将他们送到平壤，囚禁了34个月。许多神父在囚禁时丧生。